# Koa Garantie
Koa Garantie ist das zweite Studioalbum des österreichischen Sängers Chris Steger. Es erschien am 17. Oktober 2023 bei dem Plattenlabel Universal Music Group.

## Hintergrund
Das aus dreizehn Titeln bestehende Studioalbum Koa Garantie wurde von David Bronner, Christof Straub, Stephan Zeh, Tamara Olorga, Johannes Sumpich und Florian Koch produziert. Es ist sein erstes Album, das er bei dem Plattenlabel Universal Music Group herausbrachte und ebenso sein erstes Nummer-eins-Album.
Das Frontcover zeigt Chris Steger sitzend auf einem Hocker in einer kurzen Lederhose. Er stützt sich mit seinem linken Arm auf seine Gitarre. Oben ist der Albentitel und darunter der Künstlername zu sehen.

## Titelliste
| Nr. | Titel                                                   | Autor(en)                                                       | Produzent(en)                                 | Länge |
| --- | ------------------------------------------------------- | --------------------------------------------------------------- | --------------------------------------------- | ----- |
| 1.  | Leb dei Lebn                                            | David Bronner, Clemens Kinigadner, Christian Steger             | David Bronner                                 | 2:59  |
| 2.  | Scherbenhaufen                                          | Christof Straub, Christian Knollmüller, Christian Steger        | Christof Straub                               | 3:30  |
| 3.  | Bonnie & Clyde                                          | Christof Straub, Christian Steger                               | Christof Straub                               | 4:09  |
| 4.  | Menschenkinder                                          | Christof Straub, Christian Steger                               | Christof Straub                               | 2:32  |
| 5.  | Koa Garantie                                            | Ricardo Bettiol, Tamara Olorga, Christian Steger                | Stephan Zeh                                   | 3:18  |
| 6.  | Nua Papier                                              | Christof Straub, Christian Knollmüller, Christian Steger        | Christof Straub                               | 2:58  |
| 7.  | Gib ma an Grund                                         | Tamara Olorga, Johannes Sumpich, Florian Koch, Christian Steger | Tamara Olorga, Johannes Sumpich, Florian Koch | 2:57  |
| 8.  | Wias sei soi                                            | Tamara Olorga, Chris Steger, Richy Bettiol                      | Stephan Zeh                                   | 3:05  |
| 9.  | I loss di net geh'n                                     | Christof Straub, Christian Knollmüller, Christian Steger        | Christof Straub                               | 3:01  |
| 10. | Sog ma du                                               | Christian Steger, Josef Gappmaier                               | Stephan Zeh                                   | 3:13  |
| 11. | So noh wie nia                                          | Christof Straub, Chris Steger, Daniel Weisz, Christof Schratt   | Christof Straub                               | 2:49  |
| 12. | Heint bin's i                                           | Christof Straub, Christian Steger                               | Christof Straub                               | 2:38  |
| 13. | Irgendwie, irgendwo, irgendwann (Coverversion von Nena) | Carlo Karges, Uwe Fahrenkrog-Petersen                           | Christof Straub                               | 3:32  |

## Chartplatzierungen
| ChartsChartplatzierungen | Höchstplatzierung | Wochen |
| ------------------------ | ----------------- | ------ |
| Österreich (Ö3)          | 1 (18 Wo.)        | 18     |